# Гедікгейзен
Гедікгейзен (нід. Hedikhuizen) — село в нідерландській провінції Північний Брабант. Входить до муніципалітету Гесден.
Його площа становить 5,97 км², а населення станом на 2021 рік складало 275 осіб.
Перша згадка про населений пункт датується 997 роком.
До 1935 року мало статус окремого муніципалітету.

## Галерея

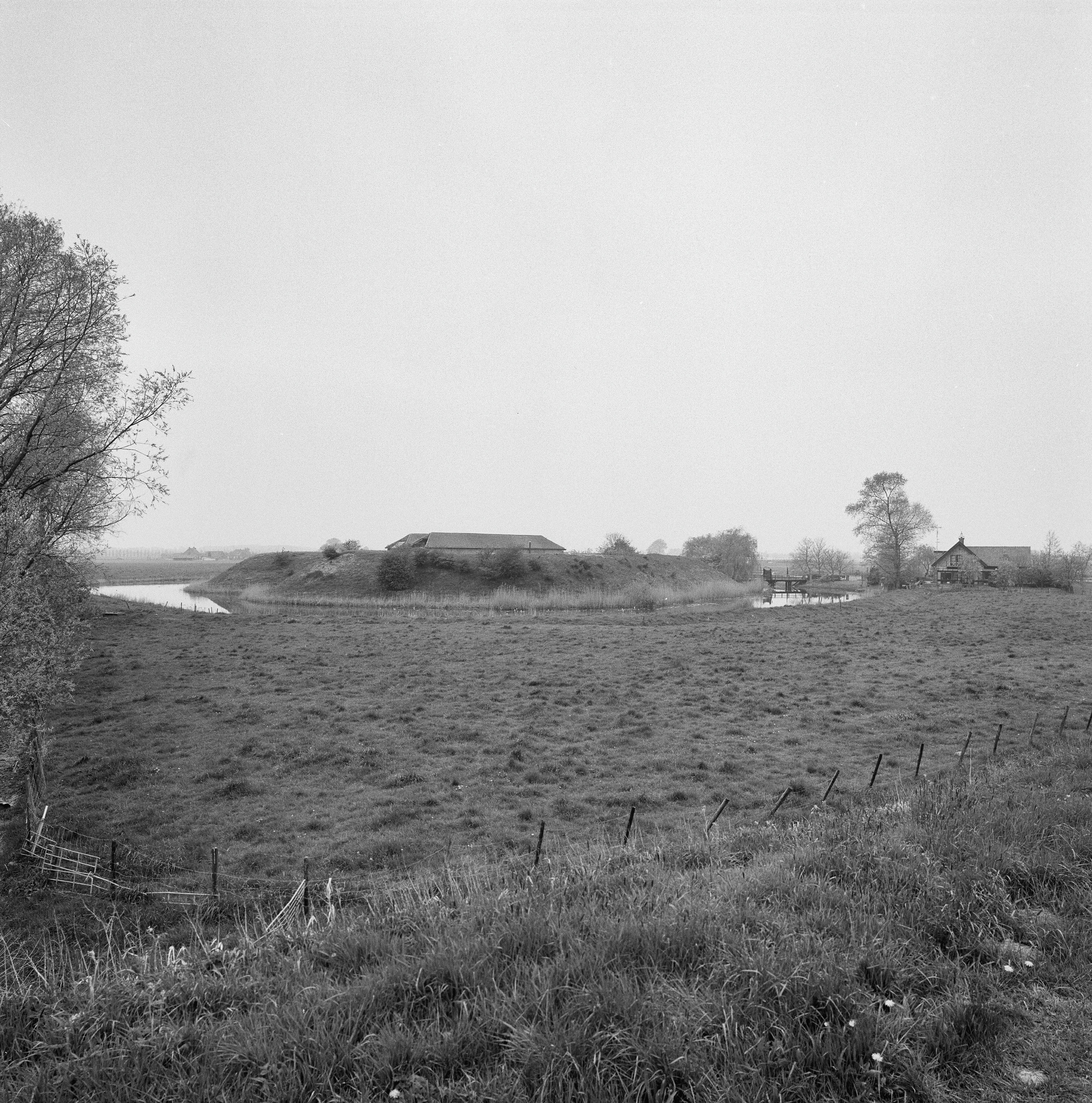
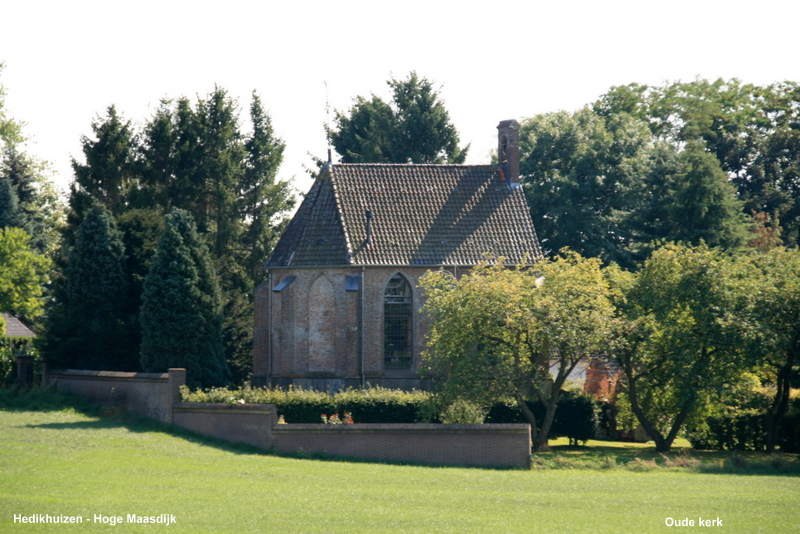
Будівля реформистської церкви
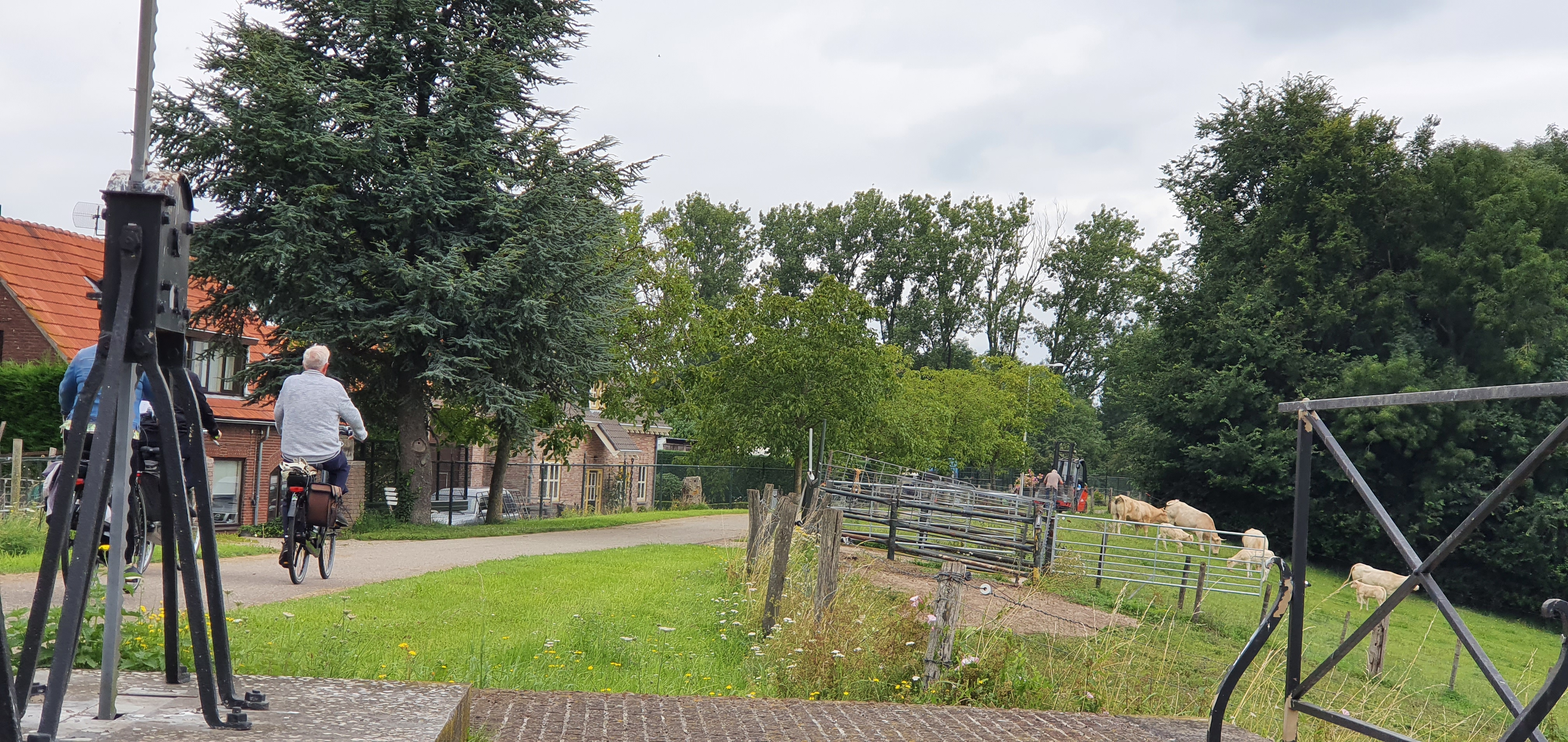
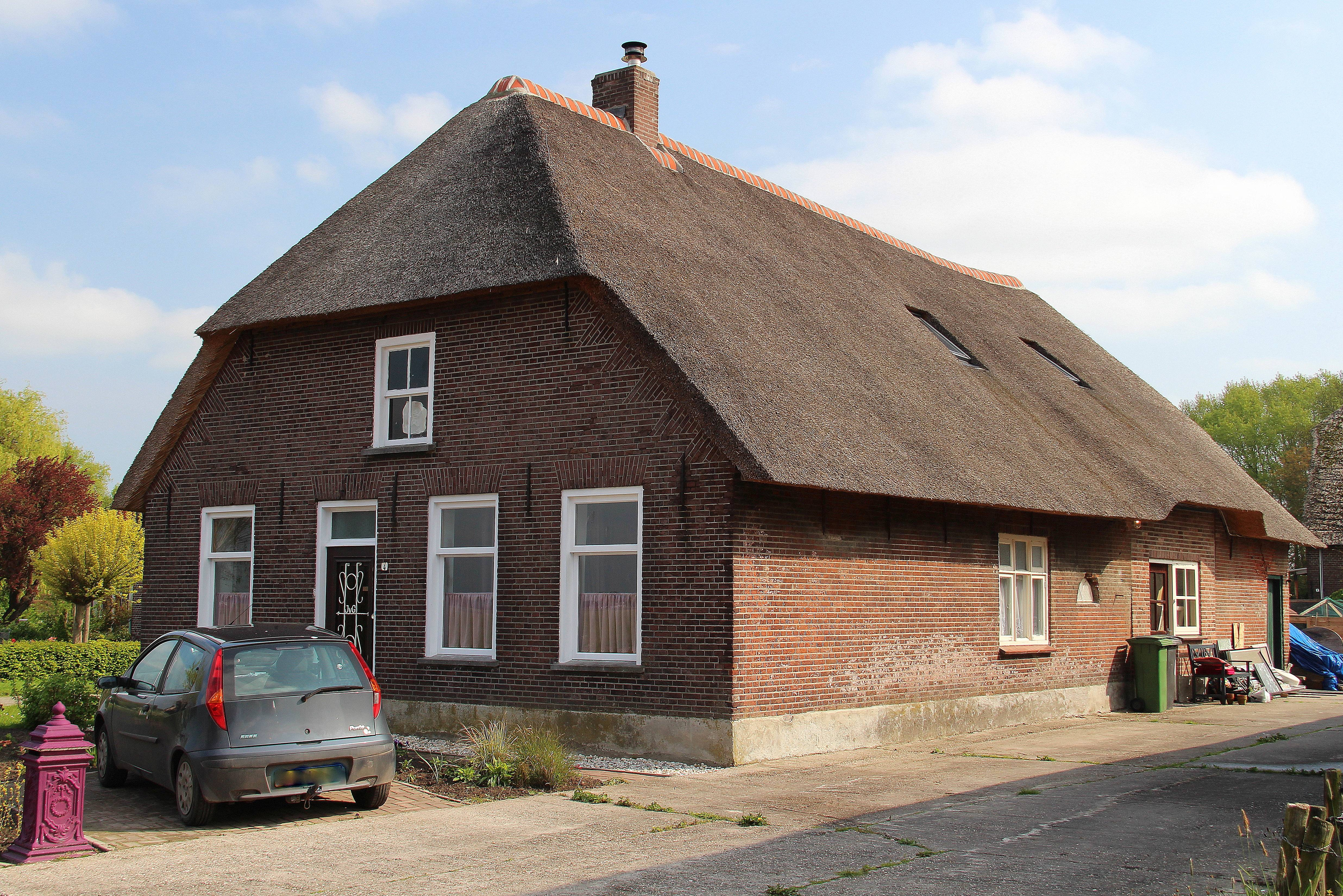
Ферма у Гедікгейзені